# 垂济恭苏咙
垂济恭苏咙（？—1731年），清朝内札萨克蒙古苏尼特部人，博尔济吉特氏，腾机思之孙，郡王萨穆扎第五子，苏尼特左翼旗第四任扎萨克郡王。
康熙三十七年（1698年），承袭苏尼特左翼札萨克多罗郡王。康熙三十八年（1699年），率军追击察哈尔部的巴尔呼逃人有功，受朝廷嘉赏。康熙五十五年（1716年），率领锡林郭勒兵马进驻额尔德尼昭，配合清朝大军西征准噶尔汗国的策妄阿拉布坦。康熙五十九年（1720年），越过额尔齐斯河，在和博克萨里攻打准噶尔。康熙六十一年（1722年），驻守在察罕瘦尔。雍正二年（1724年），撤军。雍正九年（1731年），雍正帝命他率领内札萨克四十九旗五千兵，随西北二路军西讨准噶尔，在军中去世，其子旺辰袭爵。